# بخش مراقبت‌های ویژه

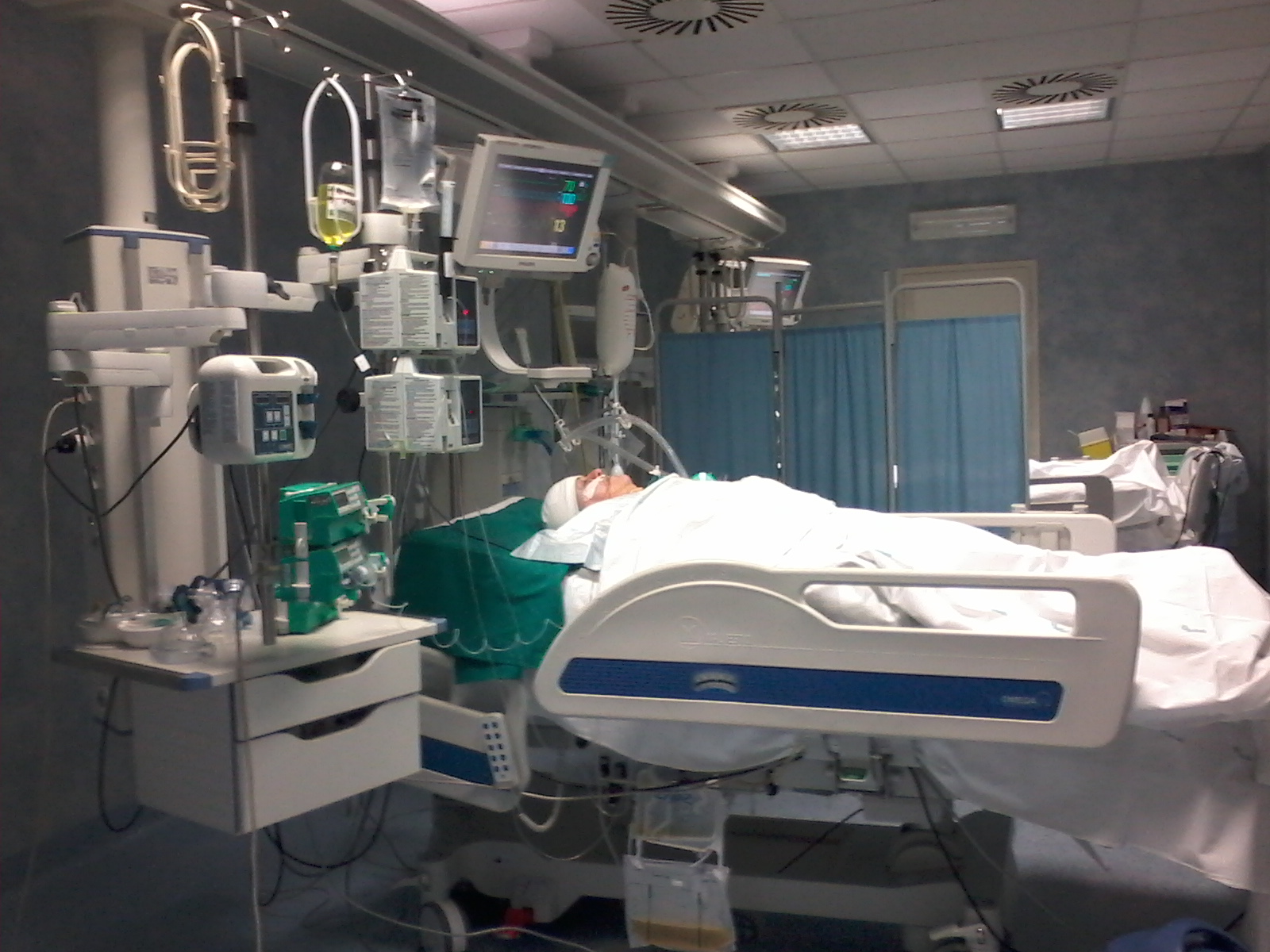
یک تخت مراقبت‌های ویژه در بیمارستان سانتا ماریا پروجای ایتالیا

بخش مراقبت‌های ویژه یا آی سی یو (به انگلیسی: Intensive care unit (ICU)) از بخش‌های تخصصی در بیمارستان است که خدمات مراقبت‌های ویژه پزشکی را به بیماران ارائه می‌دهد. بخش مراقبت‌های ویژه همچنین با نام‌های آی‌تی‌یو (Intensive therapy unit), (Intensive Treatment Unit) و سی‌سی‌یو (Critical Care Unit) نیز شناخته می‌شود؛ هرچند سی‌سی‌یو عموما مربوط به بیماران قلبی است. کادر پزشکی آموزش دیده مانند پزشکان مراقبت‌های ویژه و پرستاران مراقبت‌های ویژه در این بخش فعالیت می‌کنند. بیماران معمولاً با بیماری‌ها و موارد تهدید کنندهٔ زندگی مانند سندرم زجر حاد تنفسی و شوک عفونی و پس از جراحی‌های عمده و با خطر بالا در بخش مراقبت‌های ویژه بستری می‌شوند.
در این بخش، بیماران به‌طور لحظه‌ای و شبانه‌روزی تحت پایش قرار داشته و درمان‌ها به صورت تهاجمی و نیمه تهاجمی انجام می‌شود. منظور از نیمه‌تهاجمی سامانه‌های پایش مستقیم مانند اندازه‌گیری مستقیم فشار خون درون سرخ‌رگ یا درون جمجمه و ایجاد و تحریک تنفس درون نای توسط دستگاه تنفس مصنوعی است. بیشتر تجویز دارویی، داروهای مراقبت ویژه بوده که به بیماران داده می‌شود.
بخش مراقبت قلبی ریوی که به اختصار به آن سی پی یو نیز می‌گویند در بخش مراقبت‌های ویژه قرار گرفته‌است، و در اینجا امید به زندگی برای بیماران وجود دارد.

## انواع بخش ویژه

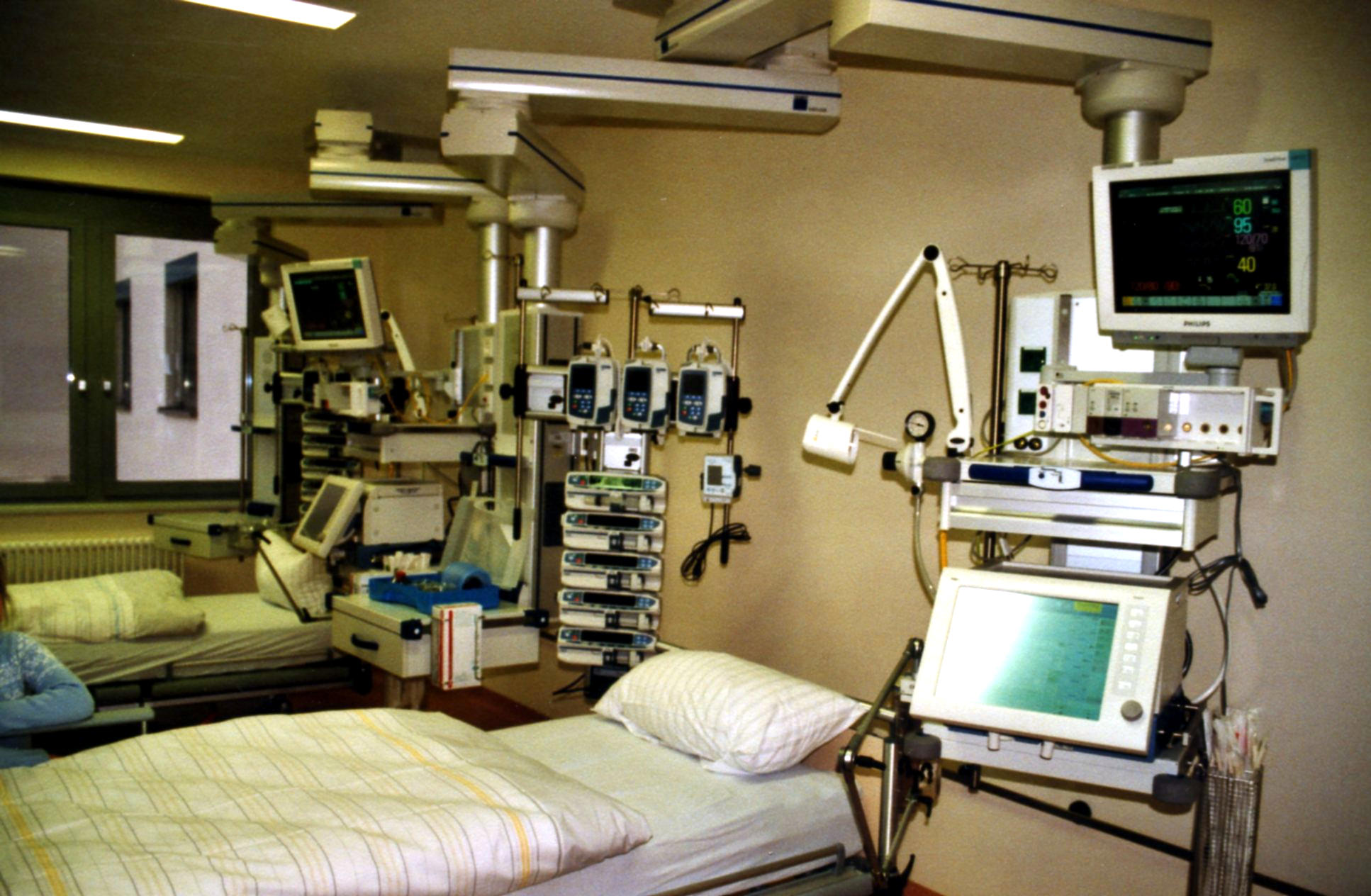
یک اتاق مراقبت های ویژه در آلمان

بخش مراقبت‌های ویژه در هر بیمارستان معمولاً به انواع زیر تقسیم می‌شود:
- مراقبت‌های ویژه کودکان Pediatric Intensive Care Unit) PICU)
- مراقبت‌های ویژه سیار Mobile Intensive Care Unit) MICU)
- مراقبت‌های ویژه جراحی Surgical Intensive Care Unit) SICU)
- مراقبت بیماران قلبی ریوی (Cardiopulmonary Unit)
- مراقبت‌های ویژه نوزادان NICU(Neonetal Intensive Care Unit)

در ایران، ریاست بیمارستان موظّف است یک نفر از پزشکان شاغل در آن بیمارستان را که در مفاد دوره بالینی تخصصی خود دوره مراقبت‌های ویژه (متخصصین بیهوشی، متخصصین داخلی، و متخصصین ریه) پیش‌بینی شده‌است را بر اساس قابلیت، تجربه و تبحر علمی و عملی به عنوان ریاست بخش مراقبت‌های ویژه منصوب نماید. در صورتی که انتخاب رئیس بخش مراقبت‌های ویژه از گروه‌های نام‌برده امکان‌پذیر نباشد، ریاست بیمارستان می‌توانند از سایر گروه‌های تخصصی که دوره مورد تأیید وزارت بهداشت، درمان و آموزش پزشکی و دانشگاه‌ها را گذرانده باشند یکنفر را به عنوان ریاست بخش انتخاب نماید.
سرپرستار بخش مراقبت‌های ویژه از کارشناسان ارشد پرستاری که دوره خاصی تحت عنوان طب مراقبت ویژه را طی نموده‌اند انتخاب خواهد شد. پرستاران با ۳ سال سابقه کار در بخش مراقبت ویژه نیز به عنوان اولویت دوم می‌توانند به سمت سرپرستار بخش مراقبتهای ویژه انتخاب شوند و رئیس آی‌سی‌یو یک متخصص بیهوشی است.
ارزیابی بیماران قبل از پذیرش به بخش مراقبت ویژه به صورت معاینه بالینی و درج یافته‌ها در برگ مشاوره (درخواست شده توسط پزشک معالج اولیه) بعهده پزشک مقیم است.

## در ایران
براساس گزارش‌های منابع مختلف، بین ۱۲۵٬۰۰۰ تا ۲۰۰٬۰۰۰ تخت بیمارستانی در ایران وجود دارد که از این تعداد، بین ۷٬۲۰۰ تا ۸٬۶۰۰ تخت آی‌سی‌یو است. براساس سالنامهٔ آماری‌ای که در سال ۱۳۹۶ منتشر شد، تعداد ۱۲۵٬۵۶۶ تخت بیمارستانی در ۳۱ استان کشور وجود دارد که از این تعداد ۸۲۱۲ تخت آی‌سی‌یو است. 
این درحالی است که علی‌امیر سوادکوهی، رئیس انجمن مراقبت‌های ویژه ایران، در دی ۱۳۹۸ گفت که تعداد ۷٬۲۰۰ تخت آی‌سی‌یو در کشور موجود است.
در تاریخ ۲۱ بهمن ۱۳۹۹, معاون وزیر بهداشت، درمان و آموزش پزشکی، قاسم جان بابایی،  به خبرگزاری ایرنا گفت: تعداد تخت‌های «آی‌سی‌یو» در کشور پس از شیوع کرونا ۲،۵ برابر گشته و به ۱۱ هزار تخت رسیده.

### هزینهٔ تخت آی‌سی‌یو
بنا برگفتهٔ علی‌امیر سوادکوهی، رئیس انجمن مراقبت‌های ویژه ایران در دی ۱۳۹۸، هزینهٔ راه‌اندازی هر تخت آی‌سی‌یو در ایران، بین ۱٬۵ تا ۲ میلیارد تومان است.